# Партенки
Партенките са парчета памучен плат за омотаване върху крака преди да се поставят ботушите. Размерът е около 35 × 90 сантиметра. В различни години има държавни стандарти (ГОСТ 27542 – 87, рус.) за производство на обувки и се посочват различни размери. Например, през 1978 г. – 35х90 см, през 1983 г. – 50х75 см, през 1990 г. – 35 х 75 см.
Изработени са от различни видове памучни и вълнени тъкани.

## История
Онучи (навои/навуща) са използвани от славянските и финландските племена в края на първото хилядолетие, заедно с традиционните обувки от този район – лапти. На руски език името идва от порть – „парче плат; облекло ”, друг вариант – портно – грубо платно, портяница – отрязана част от платното. В някои страни се свързват с Русия: например, френското наименование, chaussette russe, се превежда като „руски чорап“.
Комплектът „ботуши + партенки“ е бил използван в армиите на много страни, но в хода на 20 век почти всички от тях преминават към комплекта „високи обувки (кубинки) + чорап“. В армиите се отказват от партенки: ГДР през 1968 г., Финландия през 1990 г., Украйна през 2004 г. Руските въоръжени сили използват партенки няколко века до 2010 г., когато кирзовите плъстени ботуши са заменени от кубинки като главна обувка на войника.

## Предимства
- Традиционните армейски обувки - ботуши, са трудни за носене с чорапи. За разлика от обувките те не издържат на грубостта на материала на ботуша и бързо се разкъсват;
- В процеса на продължително ходене или бягане в ботуши, чорапите се движат надолу по крака, но не и правилно намотаната партенка;
- С навиване на допълнителен слой плат, с партенките могат да се носят и по-големи обувки;
- Лесно е да се перат централизирано за голям екип безразборно по размер и сдвояване (като чорапи);
- Може да се пере чрез кипване и всякакъв друг вид миене без увреждане;
- Може да се направи от всякакъв вид плат, който имате под ръка;
- Износва се по-малко от чорап и служи по-дълго;
- Ако партенката се намокри, възможно е да се навие наопаки със сухия край на крака;
- Краката в партенка са увити в два пласта тъкан, която запазва топлината по-добре.

## Недостатъци
- Партенката изисква умения за навиване на крака, без опит има вероятност за травми на крака и да се получат мазоли;
- Размерите на обувките с патренки надвишават размера с чорапи;
- Невъзможно е да се носят като чорап без обувка, партенките се размотават и кракът остава бос;
- Обуването отнема повече време (вероятно).

|  | Тази страница частично или изцяло представлява превод на страницата „Портянки“ в Уикипедия на руски. Оригиналният текст, както и този превод, са защитени от Лиценза „Криейтив Комънс – Признание – Споделяне на споделеното“, а за съдържание, създадено преди юни 2009 година – от Лиценза за свободна документация на ГНУ. Прегледайте историята на редакциите на оригиналната страница, както и на преводната страница, за да видите списъка на съавторите. ВАЖНО: Този шаблон се отнася единствено до авторските права върху съдържанието на статията. Добавянето му не отменя изискването да се посочват конкретни източници на твърденията, които да бъдат благонадеждни. |